# قمة إبرية

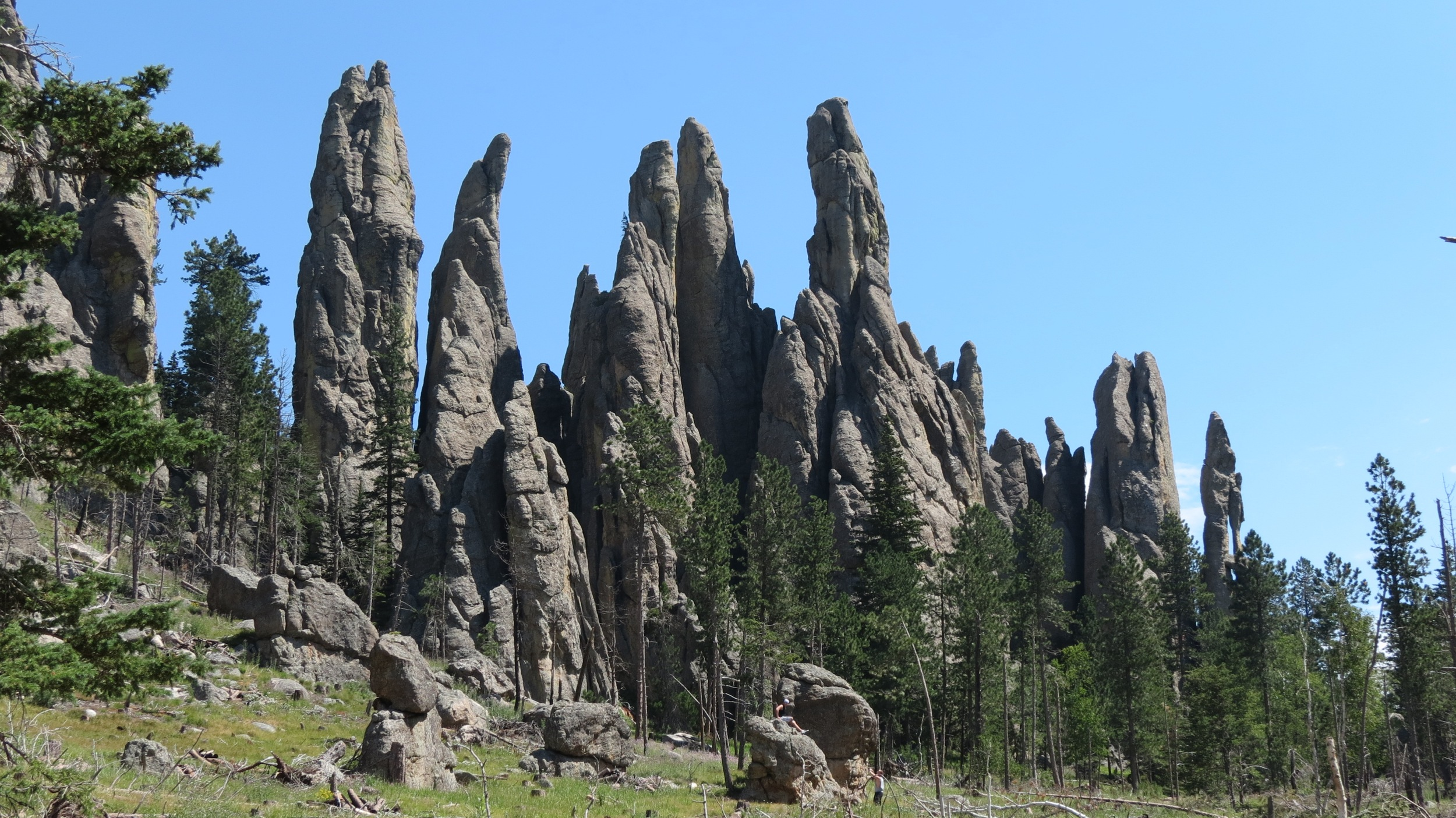
قمم إبرية تقع في منطقة التلال السود (داكوتا الجنوبية)

القمة الإبرية هي قمة من الصخر طويلة نحيلة يغلب أن تكون مدببة. القمة الإبرية في علم شكل الأرض هي نوع محدد من برج الصخر.

## طالع أيضًا
- مسلة بحرية